# Liste von Bunkeranlagen in Bonn
Die Liste von Bunkeranlagen in Bonn umfasst in erster Linie militärische Bunker auf dem Gebiet der Stadt Bonn, Nordrhein-Westfalen. Sie stammen insbesondere aus der Zeit des Zweiten Weltkriegs und des Kalten Kriegs.

## Liste
- Auf der Schleide, Bonn–Beuel
- Windeckbunker, Bonn-Zentrum
- Goetheallee, Bonn–Beuel
- Lotharstr., Bonn–Kessenich
- Hochbunker Dottendorf am Quirinusplatz, Bonn–Dottendorf
- Hochbunker Dransdorf (Krankenhausbunker), Siemensstr., Bonn–Weststadt
- Hochbunker Poppelsdorf, Trierer Str., Bonn–Poppelsdorf
- Ehemaliges Abgeordnetenhaus, Bonn–Gronau
- Stollen Godesburg, Bonn–Bad Godesberg
- MZA Tiefgarage Friedensplatz, Bonn–Innenstadt
- MZA Tiefgarage Oxfordstraße, Bonn–Innenstadt
- MZA Tiefgarage Haus der Geschichte. Bonn–Gronau
- MZA Tiefgarage Hans-Böckler-Str., Bonn–Beuel
- MZA Tiefgarage DVGW Josef-Wirmer-Straße, Bonn Hardtberg
- U-Bahn „Stadthalle“, Bonn–Bad Godesberg
- Bunker Moltkestr. Sitz der SPD, Bonn–Bad Godesberg (Bunker in Privathaus)
- Hilfskrankenhaus Bonn-Beuel